# Tabanus nigrihinus
Tabanus nigrihinus är en tvåvingeart som beskrevs av Philip 1962. Tabanus nigrihinus ingår i släktet Tabanus och familjen bromsar. Inga underarter finns listade i Catalogue of Life.